# パイロ
パイロ（Pyro、2005年2月19日 - ）はアメリカ合衆国の競走馬・種牡馬。主な勝ち鞍は2009年のフォアゴーステークス、2008年のリズンスターステークス、ルイジアナダービー、ノーザンダンサーステークス。

## 戦績
2007年にデビュー。同年のシャンペンステークス(GI)およびブリーダーズカップ・ジュヴェナイル(GI)でいずれもウォーパスの2着に惜敗する。
2008年はルイジアナダービー(GII)など重賞を3勝するが、ブルーグラスステークス(GI)10着、ケンタッキーダービー(GI)8着、トラヴァーズステークス(GI)3着と、GIには手が届かなった。
2009年1月からはゴドルフィンの所有馬となる。フォアゴーステークス(GI)で1着となり、待望のGI初制覇を果たした。同年のシガーマイルハンデキャップ(GI)5着を最後に現役を引退した。

### 年度別競走成績
- 2007年（4戦1勝）[3]
- 2008年（9戦3勝）- ルイジアナダービー（G2）、リズンスターステークス（G3）、ノーザンダンサーステークス（G3）[3]
- 2009年（4戦1勝） - フォアゴーステークス（G1）[3]

## 種牡馬時代
2010年からダーレー・ジャパン・スタリオン・コンプレックスで種牡馬となった。エーピーインディ直仔の名種牡馬プルピットの後継としてアメリカ国内での種牡馬入りを要望する声も多かったが、シェイク・モハメドの後押しがあり、日本での種牡馬入りが実現した。初年度の種付け料は200万円（出生条件）に設定された。
初年度産駒は2013年にデビュー、同年の地方競馬におけるファーストシーズンチャンピオンサイアーとなる。同じ父を持つ種牡馬タピットの成功もあり、生産者からのパイロの人気も上昇。2016年には自己最多の184頭に種付けを行っている。ただし、2017年は種付け料が前年の200万円から250万円に引き上げられたこともあり、種付け数は113頭と大きく減らしている。
2021年にミューチャリーがJBCクラシックを優勝し、産駒初のGI級競走優勝馬となった。
地方競馬の種牡馬ランキングでは、2016年と2018年、2020年が3位、2019年と2021年・2022年は2位となっている。

### 主な産駒

#### 中央競馬重賞及びダートグレード競走優勝馬
- 2011年産
  - シゲルカガ（北海道スプリントカップ）
- 2012年産
  - シゲルヒノクニ（京都ハイジャンプ）
- 2013年産
  - ビービーバーレル（フェアリーステークス）
- 2016年産
  - ミューチャリー（JBCクラシック、羽田盃、鎌倉記念、マイルグランプリ、大井記念）
  - ラインカリーナ（関東オークス、ビューチフルドリーマーカップ）
  - デルマルーヴル（兵庫ジュニアグランプリ、名古屋グランプリ）
  - ケイアイパープル（佐賀記念、白山大賞典）
- 2017年産
  - メイショウハリオ（みやこステークス、マーチステークス、帝王賞2回、かしわ記念、川崎記念）[8]
  - ケンシンコウ（レパードステークス）

#### 地方重賞優勝馬
- 2011年産
  - シャークファング（桜花賞）
  - ブラックヘブン（ハイセイコー記念）
  - フラッシュモブ（ひまわり賞）
  - センティグレード（トウケイニセイ記念）
- 2012年産
  - インディウム（兵庫ダービー、菊水賞、園田ジュニアカップ、白銀争覇）
  - パーティメーカー（ジュニアグランプリ、せきれい賞）
  - ミスアバンセ（戸塚記念）
  - パイロキネシスト （佐賀スプリングカップ2回）
- 2013年産
  - タービランス（羽田盃、京浜盃、サンライズカップ、報知グランプリカップ、報知オールスターカップ、埼玉新聞栄冠賞2回）
  - ポッドガイ（鎌倉記念）
  - センペンバンカ（園田チャレンジカップ）
  - クインズサターン（道営記念2回、旭岳賞、コスモバルク記念）[9]
- 2014年産
  - ヴィーナスアロー（石川ダービー、兼六園ジュニアカップ、金沢プリンセスカップ）
- 2015年産
  - ハセノパイロ（東京ダービー、ハイセイコー記念、赤レンガ記念）[10]
  - アルファーティハ（石川ダービー、サラブレッド大賞典）
  - ノブイチ（北日本新聞杯、ゴールドジュニア、金沢ヤングチャンピオン）
  - バーニングペスカ（白銀争覇）

- 2016年産
  - テイエムノサッタ（霧島賞）
- 2017年産
  - バブルガムダンサー （栄冠賞）
  - アクアリーブル（知床賞、桜花賞、東京プリンセス賞）
  - ゴールドビルダー（ハイセイコー記念）
  - グリーンロード（ニューイヤーカップ）
  - サンビュート（道営記念、瑞穂賞）[11]
  - アマネラクーン（プラチナカップ）
- 2018年産
  - ランリョウオー（雲取賞、大井記念、東京記念、ブリリアントカップ、サンタアニタトロフィー）[12]
- 2019年産
  - レディーアーサー（イノセントカップ、プリンセスカップ）
  - ミヤギザオウ（羽田盃）
  - ティアラフォーカス（船橋記念）[13]
  - メイプルシスター（園田FCスプリント）[14]
  - ラブラブパイロ（2024年ノースクイーンカップ）
- 2020年産
  - ベルピット（ブリーダーズゴールドジュニアカップ、サッポロクラシックカップ、北斗盃、北海優駿、王冠賞、コスモバルク記念2回、赤レンガ記念、旭岳賞、瑞穂賞、道営記念）[15]
  - イチノコマチ（九州ジュニアチャンピオン）[16]
- 2021年産
  - ヴィーリヤ（兵庫サマークイーン賞）
- 2022年産
  - ハクアイアシスト（佐賀若駒賞）

### 母父としての主な産駒

#### 地方重賞優勝馬
- 2016年産
  - リリコ（園田プリンセスカップ、クイーンカップ）
- 2019年産
  - ウラヤ（絆カップ）
- 2020年産
  - マリンデュンデュン（中日杯）
- 2021年産
  - リケアマロン（北日本新聞杯、加賀友禅賞、オータムティアラ）
- 2023年産
  - ベストグリーン（栄冠賞）

## 血統表
| パイロの血統             | パイロの血統                   | パイロの血統            | （血統表の出典）        | （血統表の出典） |
| 父系                     | シアトルスルー系               | シアトルスルー系        | シアトルスルー系        | [ § 2 ]          |
| 父 Pulpit 1994 鹿毛      | 父の父A.P. Indy 1989 黒鹿毛    | Seattle Slew            | Bold Reasoning          | Bold Reasoning   |
| 父 Pulpit 1994 鹿毛      | 父の父A.P. Indy 1989 黒鹿毛    | Seattle Slew            | My Charmer              |                  |
| 父 Pulpit 1994 鹿毛      | 父の父A.P. Indy 1989 黒鹿毛    | Weekend Surprise        | Secretariat             | Secretariat      |
| 父 Pulpit 1994 鹿毛      | 父の父A.P. Indy 1989 黒鹿毛    | Weekend Surprise        | Lassie Dear             |                  |
| 父 Pulpit 1994 鹿毛      | 父の母Preach 1989 鹿毛         | Mr. Prospector          | Raise a Native          | Raise a Native   |
| 父 Pulpit 1994 鹿毛      | 父の母Preach 1989 鹿毛         | Mr. Prospector          | Gold Digger             |                  |
| 父 Pulpit 1994 鹿毛      | 父の母Preach 1989 鹿毛         | Narrate                 | Honest Pleasure         | Honest Pleasure  |
| 父 Pulpit 1994 鹿毛      | 父の母Preach 1989 鹿毛         | Narrate                 | State                   |                  |
| 母 Wild Vision 1998 鹿毛 | 母の父Wild Again 1980 黒鹿毛   | Icecapade               | Nearctic                | Nearctic         |
| 母 Wild Vision 1998 鹿毛 | 母の父Wild Again 1980 黒鹿毛   | Icecapade               | Shenanigans             |                  |
| 母 Wild Vision 1998 鹿毛 | 母の父Wild Again 1980 黒鹿毛   | Bushel-n-Peck           | Khaled                  | Khaled           |
| 母 Wild Vision 1998 鹿毛 | 母の父Wild Again 1980 黒鹿毛   | Bushel-n-Peck           | Dama                    |                  |
| 母 Wild Vision 1998 鹿毛 | 母の母Carol's Wonder 1984 芦毛 | Pass the Tab            | Al Hattab               | Al Hattab        |
| 母 Wild Vision 1998 鹿毛 | 母の母Carol's Wonder 1984 芦毛 | Pass the Tab            | Dantina                 |                  |
| 母 Wild Vision 1998 鹿毛 | 母の母Carol's Wonder 1984 芦毛 | Carols Christmas        | Whitesburg              | Whitesburg       |
| 母 Wild Vision 1998 鹿毛 | 母の母Carol's Wonder 1984 芦毛 | Carols Christmas        | Light Verse             |                  |
| 母系(F-No.)              | Brighton View系(FN:8-d)        | Brighton View系(FN:8-d) | Brighton View系(FN:8-d) | [ § 3 ]          |
| 5代内の近親交配          | Native Dancer5×5＝6.25%        | Native Dancer5×5＝6.25% | Native Dancer5×5＝6.25% | [ § 4 ]          |
| 出典                     | 1. 2. 3. 4.                    | 1. 2. 3. 4.             | 1. 2. 3. 4.             | 1. 2. 3. 4.      |

## 参考
1. ↑  パイロ(USA)｜JBISサーチ（JBIS-Search）
2. 1 2 3  Pyro | Progeny. Racing Post. 2018年5月11日閲覧
3. 1 2 3 4 5 6 7  Horse Profile for Pyro. Equibase. 2018年5月11日閲覧
4. ↑  プルピットの後継種牡馬【パイロ】がダーレー・ジャパン・スタリオンCに到着. 馬市.com(2010年1月29日付). 2018年5月11日閲覧
5. ↑  「南関種牡馬列伝 第7回パイロ」『フリーペーパー「ポコポコ」』第10号、サラブレッド血統センター内「POCO POCO」事務局、2016年10月、18頁。
6. ↑  函館2歳Sの血統新潮流. TOKYO THOROUGHBRED CLUB. OFFICAL SITE(2016年7月22日付). 2018年5月11日閲覧
7. ↑  【2017年度の種付頭数】～ダーレー・ジャパン編. 馬市.com(2017年10月20日閲覧). 2018年5月11日閲覧
8. ↑  “メイショウハリオ”. JBISサーチ.   公益社団法人日本軽種馬協会. 2023年6月28日閲覧。
9. ↑  “クインズサターン”. JBISサーチ. 2021年10月8日閲覧。
10. ↑  “ハセノパイロ”. JBISサーチ.   公益社団法人日本軽種馬協会. 2023年6月22日閲覧。
11. ↑  “サンビュート”. JBISサーチ. 2022年11月10日閲覧。
12. ↑  “ランリョウオー”. JBISサーチ.   公益社団法人日本軽種馬協会. 2023年4月20日閲覧。
13. ↑  “ティアラフォーカス”. JBISサーチ. 2023年1月18日閲覧。
14. ↑  “メイプルシスター”. JBISサーチ.   公益社団法人日本軽種馬協会. 2023年6月22日閲覧。
15. ↑  “ベルピット”. JBISサーチ.   公益社団法人日本軽種馬協会. 2023年5月4日閲覧。
16. ↑  “イチノコマチ”. JBISサーチ. 2022年10月2日閲覧。
17. 1 2  “パイロ(USA) 血統情報：5代血統表”. JBISサーチ.   公益社団法人日本軽種馬協会. 2019年9月10日閲覧。
18. 1 2  “パイロの5代血統表”. netkeiba.   Net Dreamers Co., Ltd.. 2019年9月10日閲覧。
19. ↑  平出貴昭 (2019年9月18日). “『覚えておきたい世界の牝系100』掲載牝系一覧”. 競馬“血統”人生／平出貴昭. 2020年4月4日閲覧。